# Bhog

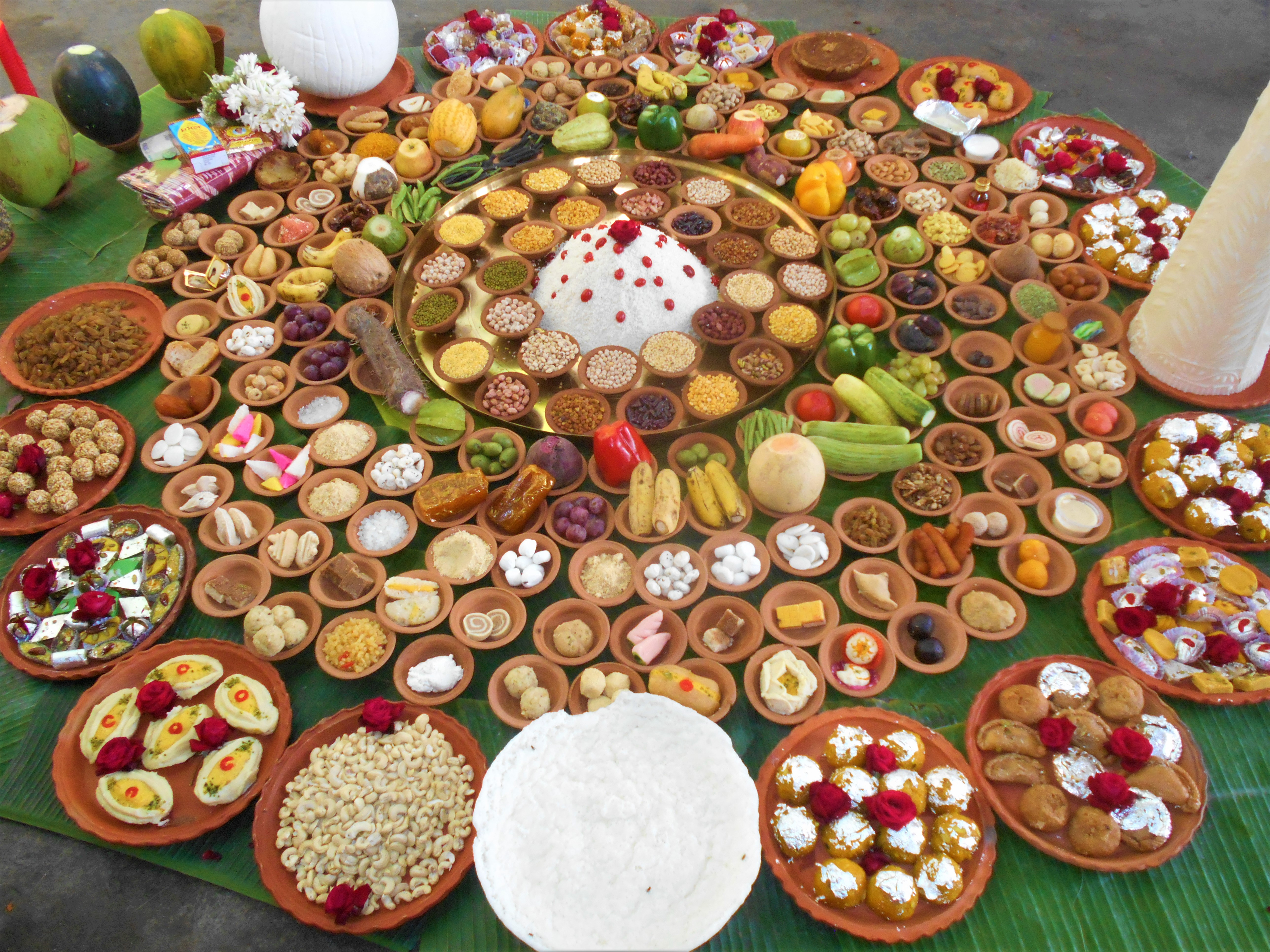
Offrande pratiqué dans une manifestation religieuse de Shakta

Bhog signifie étymologiquement 'plaisir', 'jouissance', l'expérience des plaisirs sexuels. C'est un terme hindi (et panjābī pour le sikhisme) dérivé du mot sanskrit Bhoga. La forme verbale bhog pauna signifie 'pour finir' ou 'pour conclure'. Dans les spéculations sur la loi du karma, qui est un concept central dans nombre de religions indiennes, telles que l'hindouisme, le sikhisme, le bouddhisme ou le jainisme, le Bhog est la consommation du fruits des actes afin de les épuiser. 
Ainsi, dans la religion Hindou, il désigne l'offrande d'un rituel de sacrifice aux Dieux. Dans le Sahaj Marg, pratique de Raja Yoga, il décrit le processus d'élimination des impressions résiduelles, ou samskara. Dans la religion sikh, il évoque le rituel de la lecture complète des écrits de Granth Sahib. Ceci prend habituellement des jours, des lecteurs se succédant nuit et jour pour en venir au bout, une lecture nommée Akhand Path. Ce chemin de lecture ou Bhog peut aussi avoir lieu quand une famille ou une communauté sikh décide d'aller chercher une lecture plus lente de leur écriture sainte (chemin de Sahaj). Il est généralement employé lors de funérailles. Le Karah Prasad qui est distribué à la fin de n'importe quel service en assemblée pourrait également être nommé Bhog. Une occasion de joie ou de douleur, peut inciter le chef d'une famille sikh à suivre ce chemin de lecture d'un livre sacré, seul ou avec sa famille, voire avec des lecteurs conviés à cette occasion. 